# Џенкинтаун (Пенсилванија)
Џенкинтаун (енгл. Jenkintown) град је у америчкој савезној држави Пенсилванија.

## Демографија
По попису из 2010. године број становника је 4.422, што је 56 (-1,3%) становника мање него 2000. године.
| Група             | 2000.         | 2010.         |
| Белци             | 4.154 (92,8%) | 3.879 (87,7%) |
| Афроамериканци    | 179 (4,0%)    | 254 (5,7%)    |
| Азијати           | 42 (0,9%)     | 87 (2,0%)     |
| Хиспаноамериканци | 58 (1,3%)     | 134 (3,0%)    |
| Укупно            | 4.478         | 4.422         |